# Palleon
Genre
Palleon est un genre de sauriens de la famille des Chamaeleonidae.

## Répartition
Les 2 espèces de ce genre sont endémiques de Madagascar.

## Liste des espèces
Selon The Reptile Database (3 juin 2017) :
- Palleon lolontany (Raxworthy & Nussbaum, 1995)
- Palleon nasus (Boulenger, 1887)

## Étymologie
Le nom de ce genre, Palleon vient du grec palae, vieux, et de leon, le lion, en référence à la très vieille séparation de ce clade.

## Publication originale
- Glaw, Hawlitschek & Ruthensteiner, 2013 : A new genus name for an ancient Malagasy chameleon clade and a PDF-embedded 3D model of its skeleton. Salamandra, vol. 49, no 4, p. 237-238 (texte intégral).